# Сінкьо-Мару (2672)
Сінкьо-Мару (2672) (Shinkyo Maru або Sinkyo Maru) — корабель, який під час Другої світової війни брав участь у операціях японських збройних сил на Тихому океані. 
Судно спорудили в 1933 році на верфі Uraga Dock для компанії Chosen Yusen, яка використовувала його на рейсах між Японією, Кореєю та Владивостоком. 
У вересні 1940-го судно реквізували для потреб Імперського флоту Японії.  В листопаді – грудні того ж року «Сінкьо-Мару» переобладнали у канонерський човен, який отримав три 120-мм гармати, два 13-мм та один 7,7-мм зенітні кулемети і 32 глибинні бомби.
В березні – квітні 1941-го корабель діяв біля узбережжя Центрального Китаю, а в червні – серпні того ж року – біля берегів Південного Китаю. В жовтні його підпорядкували силам охорони військово-морської бази Сасебо (обернене до Східно-Китайського моря узбережжя Кюсю). Певний час «Сінкьо-Мару» ніс тут патрульну службу, а 14 грудня 1941-го здійснив мінну постановку із 115 мін. 6 січня 1942-го корабель зіткнувся з танкером «Акацукі-Мару» та отримав пошкодження надбудови, ремонт якої завершили 31 січня.
З лютого 1942-го «Сінкьо-Мару» ніс службу з базуванням на порт Сесо (острови Амаміосіма в північній частині архіпелагу Рюкю). Окрім патрулювання корабель міг здійснювати транспортні рейси, зокрема, із відвідуванням Сасебо та Наха (острів Окінава). 30 травня – 2 червня «Сінкьо-Мару» залучили до операції з порятунку транспорту «Ацута-Мару», який був торпедований підводним човном. Втім, сильна пожежа на зазначеному судні завадила «Сінкьо-Мару» підійти достатньо близько для її гасіння, а 3 червня «Ацута-Мару» затонув. 
Наприкінці 1942-го корабель вирішили задіяти у конвойній операції «Хей Го», метою якої була доставка з Азії військового контингенту для осадження нової головної японської бази на північному узбережжі Нової Гвінеї у Веваку. 5 січня 1943-го «Сінкьо-Мару» прибув до корейського порту Пусан та став під завантаження, під час  якого прийняв 399 осіб. 7 – 23 січня в межах третього ешелону конвою «Хей № 1 Го» корабель прослідував до Веваку, швидко розвантажився та рушив назад для участі в конвої «Хей № 3 Го». В першій половині лютого «Сінкьо-Мару» завантажився у китайському порту Ціндао та 12 – 26 лютого прослідував до Веваку в четвертому ешелоні конвою. Того 26 лютого корабель полишив Вевак і попрямував до Японії.
З середини березня 1943-го «Сінкьо-Мару» був включений до 22-ї ескадри патрульних кораблів зі складу П’ятого флоту, що відповідав за операції у північній зоні (північна частина Японського архіпелагу, Курильські острови, Сахалін). Після проходження ремонту в Сасебо корабель рушив до нового місця служби із базуванням на порт Йокосука у Токійській затоці. «Сінкьо-Мару» протягом більш ніж півроку патрулював східне узбережжя Японії, а з 29 травня по 18 червня перебував на острові Парамушир (Курильський архіпелаг).
З 19 листопада 1943-го по 31 січня 1944-го «Сінкьо-Мару» проходив ремонт та переобладнання на верфі у Йокогамі, при цьому його перекласифікували на військовий транспорт.
16 лютого – 14 березня 1944-го судно в конвоях MOTA-03 та TAMA-10 прослідувало з японського порту Моджі через Такао (наразі Гаосюн на Тайвані) до Маніли.
20 березня 1944-го «Сінкьо-Мару» вирушив з Маніли в конвої H-22, який прямував до острова Хальмахера зі складу Молуккського архіпелагу (північний схід Нідерландської Ост-Індії). Незадовго до завершення 24 березня 1944-го в північній частині моря Сулавесі конвой перехопив американський підводний човен USS Bowfin, який послідовно торпедував та потопив два транспорта. Одним з них виявився «Сінкьо-Мару», що затонув протягом трьох хвилин. Загинуло 12 членів екіпажу та 49 інших осіб, що перебували на борту.